# Sari Ska Band

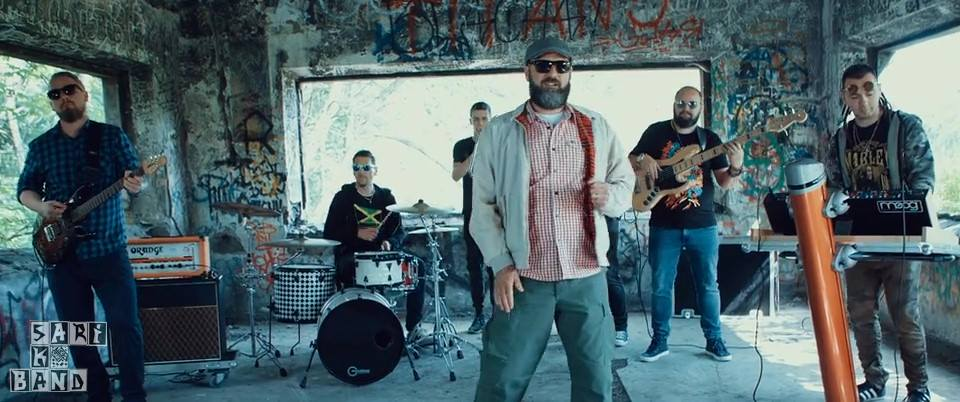
Sari Ska Band – na planie klipu „Bo jest za co...”

Sari Ska Band – polski zespół muzyczny, powstały w 2004 roku z inicjatywy Sylwestra 'Sylwa' Wrzesińskiego (wcześniej Skampararas) i Krzysztofa 'Hatiego' Pawlaka, swoją nazwą nawiązujący do miejsca założenia bandu, łac. „Sari” – Żory. Ich muzyka to mieszanka takich stylów jak ska, reggae, early reggae i rocksteady. Liczba osób w składzie decydujących o brzmieniu, tłumaczy określenie „band” w nazwie zespołu, który bez przesady można by nazwać także ska orkiestrą. W kompozycjach grupy dominują skoczne, motoryczne kompozycje nawiązujące do stylistyki legendarnej wytwórni Two Tone. Nie brak jednakże momentów bardziej nastrojowych, w których zespół zbliża się do miękkiego brzmienia rocksteady nie odmawiając sobie wycieczek w stronę reggae i swingu.
„Sari Ska Band” wystąpił na 13 edycji Przystanku Woodstock w Kostrzynie nad Odrą. Wzięli również udział w składance „Naturalna Moc Słowa” nagrywając wraz z raperem o pseudonimie „Metrowy” tytułowy utwór albumu „Wolne Konopie”, grany wraz z „Grubsonem” wspólnie na koncertach. W 2013 roku grupa nagrała singiel z filipińczykiem Conrado Yanezem, zwycięzcą dziesiątej edycji programu „Must Be The Music”, oraz laureatem drugiego miejsca pierwszej edycji (przegrał tylko z grupą „Enej”). Zespół wystąpił w tym programie w 2014 roku  otrzymując nagrodę za najlepszy występ pierwszego odcinka. Do sukcesów „Sari Ska Band” należą koncerty na wielu festiwalach, między innymi „Reggae na Piaskach” w Ostrowie Wielkopolskim, gdzie zespół został laureatem 10 konkursu im. Ryszarda Sarbaka w 2016 roku, festiwal Winter Reggae w Gliwicach, Reggaenwalde Festival w Darłówku oraz Regałowisko w Bielawie.
Na przestrzeni lat zespół pracował nad swoim indywidualnym stylem, co zaowocowało ukazaniem się nakładem wytwórni Jimmy Jazz Records w 2009 roku debiutanckiego albumu „100% Sari”. Premiera drugiego krążka pt. „Nic tak nie cieszy jak krzywda bliźniego”, odbyła się wiosną 2012 roku. W grudniu 2015 grupa wydała płytę świąteczną w stylu Reggae i Ska zaś w 2023/2024r pracuje nad kolejnym albumem.

## Nagrody
- Październik 2005

1 miejsce (konkurs sms-owy) w programie „Gramy” – TVP3 Katowice, w konkursie bierze udział SARI SKA BAND oraz zespół TABU z Wodzisławia Śląskiego
- Sierpień 2007

Zespół wystąpił na „Przystanku Woodstock” w Kostrzynie nad Odrą, scena folkowa
- Listopad 2014

Grupa wzięła udział w ósmej edycji programu MUST BE THE MUSIC, z wynikiem głosów 3× „tak” – dostała również nagrodę internautów za najlepszy występ pierwszego odcinka. 
- Lipiec 2016

Zespół wziął udział w konkursie festiwalu „Reggae na Piaskach”, laureatem 10 konkursu im. Ryszarda Sarbaka w Ostrowie Wielkopolskim został Sari Ska Band.
- Maj 2018

Konkurs festiwalu „Reggaenwalde” – Sari Ska Band zdobył 2 miejsce (przegrywając 10 głosami), jednocześnie kwalifikując się do festiwalu z drugiej pozycji.

## Skład
Skład zespołu (styczeń 2024)
- Sylwester Wrzesiński – śpiew
- Maksymilian Wójcik – instrumenty klawiszowe
- Łukasz Maliszewski – gitara elektryczna
- Kamil Brachman - gitara elektryczna
- Kornel Król – gitara basowa
- Adam Student – perkusja
- Piotr Gruszka - Trąbka

## Dyskografia
- Nasze SKA – demo (2005)
- 100% Sari (2009)
- Nic tak nie cieszy jak krzywda bliźniego (2012)
- Kolędy i pastorałki (2015)
- FUZJA (2024)

## Single
- Chłopak na opak – Tribute to Rezystencja (2007)
- RKM ROW Rybnik – Sari Ska Band (2010)
- Wolne konopie – Sari Ska Band & Metrowy (2011)
- What a wonderful world – Sari Ska Band & Conrado Yanez (2013)
- Zaufaj Jah – Sari Ska Band (2017)
- ROW Rybnik - Sari Ska Band & Zielono-1932-Czarni